# Geografia Uzbekistanu

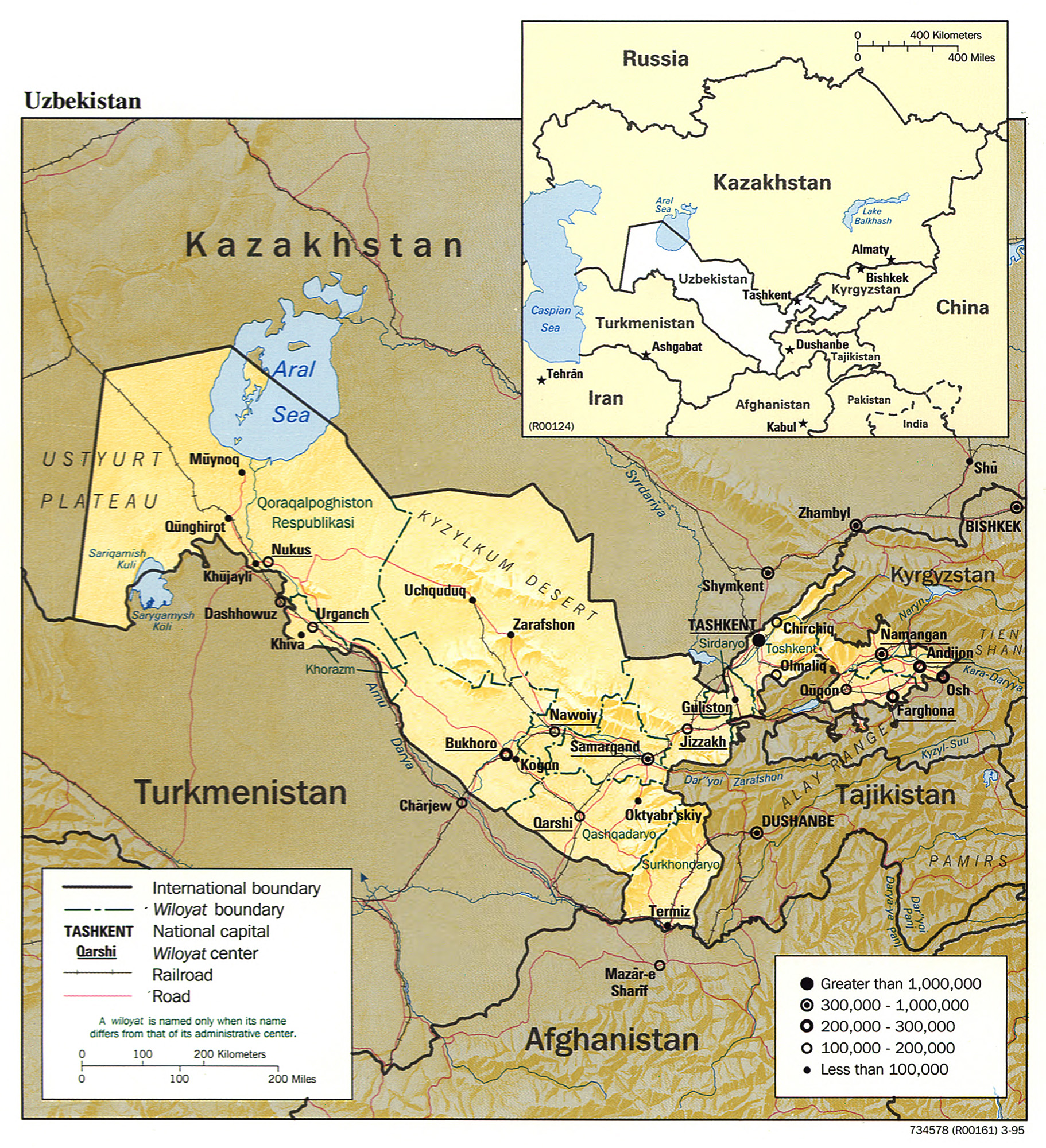
Mapa Uzbekistanu

Uzbekistan jest średniej wielkości państwem azjatyckim należącym do byłych republik radzieckich. Ten równinny kraj cechujący się suchym i surowym klimatem, tak jak sąsiednie kraje jest zamieszkiwany głównie przez wyznawców islamu. Główną grupę etniczną stanowią Uzbecy, a poza nimi Rosjanie. Kraj należy do ubogich państw świata, gdzie podstawę gospodarki stanowi rolnictwo.

## Powierzchnia, położenie i granice
Powierzchnia – 447 400 km², co w przybliżeniu odpowiada powierzchni Szwecji.
Położenie – Uzbekistan leży w Azji Środkowej, jego zachodnia granica znajduje się 300 km na wschód od wybrzeży Morza Kaspijskiego.
Skrajne punkty – północny 45°35'N, południowy 37°10'N, zachodni 56°00'E, wschodni 73°05'E. Rozciągłość południkowa wynosi 930 km, a równoleżnikowa 1425 km.
Uzbekistan graniczy z następującymi państwami:
- Kazachstan – 2203 km
- Kirgistan – 1099 km
- Tadżykistan – 1161 km
- Afganistan – 137 km
- Turkmenistan – 1621 km

Państwo jest podwójnie śródlądowe tzn. ani Uzbekistan ani żaden z jego sąsiadów też nie ma dostępu do morza.

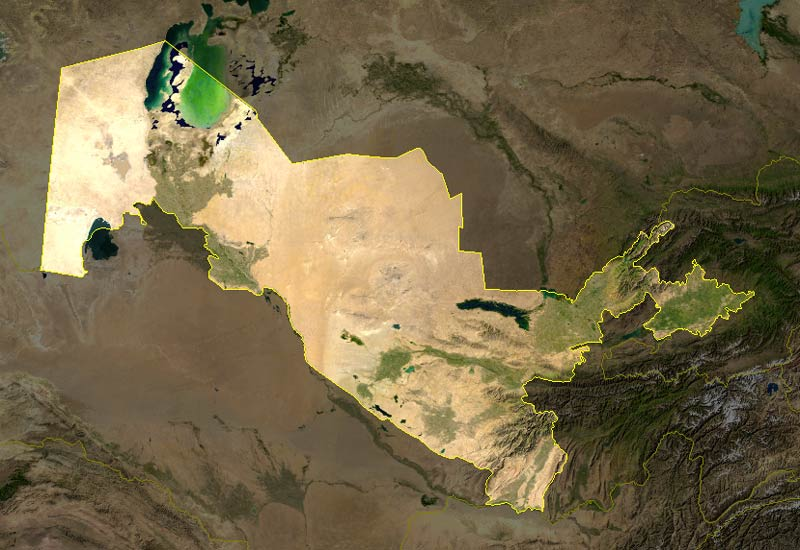
Mapa satelitarna Uzbekistanu

## Budowa geologiczna i rzeźba
Uzbekistan leży w zachodniej części fałdowego pasma uralsko-mongolskiego, zaś na terytorium tego kraju wyróżnia się dwie główne jednostki geologiczne. Są to: zajmująca prawie całe terytorium płyta turańska oraz obszar kazachsko-tienszański, który zajmuje południowo-wschodnią część kraju. Paleozoiczne struktury Tienszanu wraz ze strukturami Uralu i Pogórza Kazachskiego tworzą podłoże północnej i wschodniej części płyty turańskiej, którą przykrywa seria utworów mezozoicznych.
Większość powierzchni kraju zajmują równiny, gdzie głównym obszarem jest Nizina Turańska. W zachodniej części kraju leży południowo-wschodnia część wyżyny Ustiurt, która wznosi się maksymalnie 292 m n.p.m. Wyżyna ta opada stumetrową krawędzią do Jeziora Aralskiego i delty Amu-darii. Na gliniastej powierzchni owej wyżyny występują zagłębienia, które okresowo wypełniają się wodą. Północna i środkowa część kraju jest pokryta czerwonymi piaskami pustyni Kyzył-Kum. W jej centralnej części znajdują się niewielkie pasma ostańcowe: Tamdy-tau o maksymalnej wysokości 922 m n.p.m. Kuldżuk-tau (785 m n.p.m.) i Bukan-tau (764 m n.p.m.). W obrębie pustyni Kyzył-Kum znajdują się lotne piaski na południu kraju. Tam też znajduje się najniższy punkty kraju – Zapadlisko Minbułackie leżące na 12 m p.p.m. We wschodniej i południowej części kraju rozciągają się potężne pasma dwóch łańcuchów górskich. Pierwszym z nich jest Tienszan (Góry Czatkalskie i Kuramińskie), drugim łańcuchem jest Hisaro-Ałaj (Góry Ałajskie, Turkiestańskie, Hisarskie. Średnie wysokości tych gór wynosi 4000 m n.p.m. Pasma te oddzielone są śródgórskimi kotlinami: Fergańską, Taszkencką, Zerawszańską, Samarkandzką i Czyrczyk-Angreńską. Najwyższy szczyt kraju – Khazret-Sultan o wysokości 4643 m n.p.m. wznosi się w Górach Hisarskich na granicy z Tadżykistanem. Uzbekistan jest krajem aktywnym sejsmicznie, groźne trzęsienia ziemi miały miejsce w okolicach Andiżanu w latach 1889 i 1902.

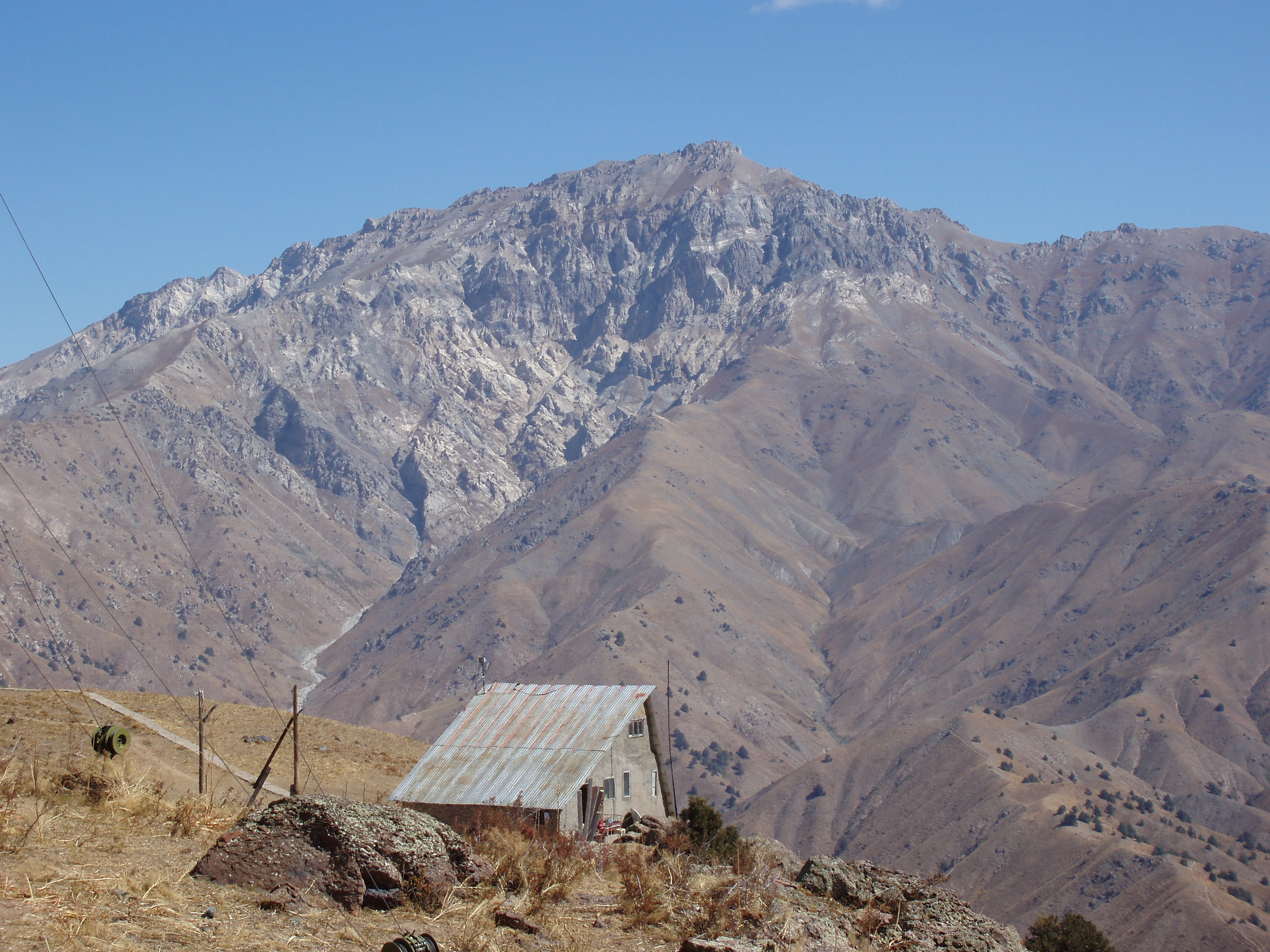
Górzysta część Uzbekistanu

## Klimat

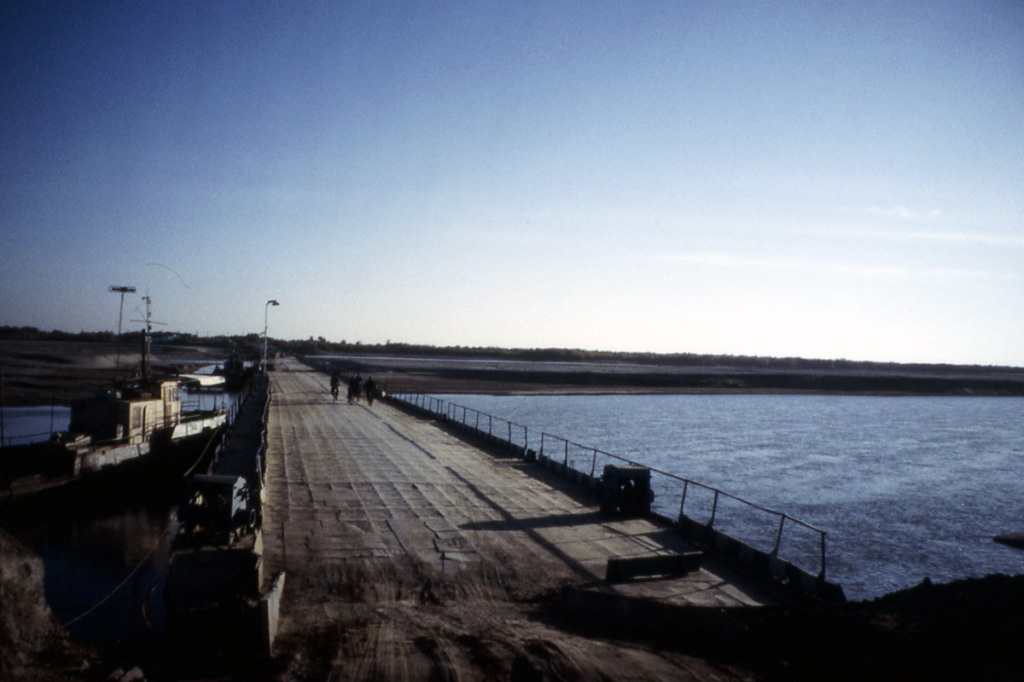
Amu-daria

Uzbekistan leży w strefie klimatu umiarkowanego kontynentalnego o ciepłej i suchej odmianie. Czynnikiem wpływającym na taki klimat jest duże oddalenie od morza i ogromna powierzchnia lądu azjatyckiego. W górach Tienszanu i Hisaro-Ałaju, klimat ma wybitne cechy górskie. Południowy skrawek kraju leży w strefie klimatu podzwrotnikowego suchego.
Lata są suche i gorące, średnie temperatury wynoszą 26 °C na północy i 32 °C na południu. W ciągu dnia występują silne upały, zwłaszcza na obszarach pustynnych do 50 °C. Zimy są chłodne, nierzadko mroźne, pochmurne, zwłaszcza na pustyni. Średnie temperatury w styczniu wynoszą -10 °C na północnym zachodzie do 3 °C. W nocy występują silne spadki temperatur. W górach występuje piętrowość klimatyczna.
Uzbekistan jest suchym krajem, średnie opady wynoszą od 100 do 200 mm rocznie. Maksimum opadowe przypada na zimę i wiosnę z tym, że zimą występują opady śniegu. Najmniejsze opady odnotowywane są w delcie Amu-darii i wynoszą 80 mm rocznie. Największe wartości opadowe przypadają na tereny wysokogórskie do 1000 mm rocznie z tym, że w górach są to głównie opady śniegu. Na południu kraju zimą występują bardzo silne wiatry powodujące opady i zamiecie śnieżne.

## Wody
Uzbekistan leży na obszarze bezodpływowym, a jedynym większym zbiornikiem wodnym jest południowa część Jeziora Aralskiego. Sieć rzeczna jest rozwinięta głównie we wschodniej części kraju. Na bezodpływowym obszarze, zajmującym centralną część Azji (35% powierzchni Azji) głównym zlewiskiem cieków wodnych jest Jezioro Aralskie. Największą rzeką jest Amu-daria, która na terytorium Uzbekistanu liczy 945 km. Amu-daria płynie od południowo-wschodniej granicy kraju, przez jego centrum (przez pustynie Kyzył-Kum)Znaczna część rzek ginie na pustyni i wysycha, głównie w okresie letnim, dotyczy to także Amu-darii. Do innych ważnych rzek należą: Syr-daria o długości 385 km na obszarze kraju i Zerawszan o długości 455 km.
Ważną rolę w kraju odgrywają zbiorniki retencyjne. Największym zbiornikiem jest Zbiornik Szardarski na granicy z Kazachstanem o powierzchni 900 km². Drugim co do wielkości jest Zbiornik Kajrakkumski o powierzchni 513 km². Poza zbiornikami retencyjnym w kraju znajduje się sieć licznych kanałów nawadniających.

## Gleby
Prawie całą powierzchnia kraju jest pokryta mało urodzajnymi, płytkimi glebami, a w wielu miejscach warstwa glebowa nie istnieje. Na Wyżynie Ustiurt, która jest obszarem pustynnym tereny pokrywają prymitywne gleby pustynne – yermosole. Na pustyni Kyzył-Kum, a także w niektórych miejsca wyżej wspomnianej wyżyny, znajdują się obszary bezglebowe, zajęte przez pustynie piaszczyste, ruchome piaski i wydmy, Glejsole występują w Kotlinie Fergańskiej i w dolinie Zerawszanu. W dolinach rzecznych zalegają aluwialne fluwisole. Podnóża gór Tienszanu i Gór Hisaro-Ałajskich są pokryte pustynnymi szaroziemami – kserosole. Lokalnie w Uzbekistanie występują sołonczaki. W górach zaś główną formacją glebową są kambisole i litosole.

## Flora
Szata roślinna pod względem zagęszczenia jest bardzo uboga. Lasy zajmują zaledwie 3% powierzchni kraju i skupiają się głównie w dolinach rzek, gdzie rosną tugaje – lasy wierzbowo-topolowe. W dolinach rzecznych występują także bagna porośnięte trzciną. Poza dolinami rzek, tereny leśne w formie lasostepów występują na terenach górskich między 1500 a 2800 m n.p.m. rosną tam niewielkie formacje lasów liściastych, które wyżej przechodzą w roślinność alpejską. Niżej (poniżej 1500 m n.p.m.) na przedgórzach występują stepy i trawiaste przedgórza. Resztę kraju zajmują tereny pustynne, gdzie dominuje roślinność efemeryczna, saksuały i akacje piaskowe. W Uzbekistanie występują pustynie piaszczyste, piołunowe i słone. W wielu miejscach szata roślinna nie istnieje, głównie tam gdzie występują ruchome piaski.

## Fauna
Faunę reprezentują gatunki należące do Regionu Śródziemnomorskiego i Środkowoazjatyckiego. Tereny pustynne i stepowe zamieszkuje antylopa suhak, oraz liczne gryzonie jak bobak i cokor. Na terenach pustynnych nie występują duże drapieżniki, a z mniejszych bytują korsaki i tchórze stepowe. Do ptaków należą głównie kulony piaskowe i gnieżdżące się na wodami kazarki i ohary. Liczne są gady, głównie jaszczurki, a także węże jak mokasyn dalekowschodni. Na terenach górskich żyje dzika owca, gazela dżejran i duże drapieżniki jak będący pod ochroną niedźwiedź brunatny, oraz wilk szary, a także pantera śnieżna, która także jest pod ochroną.
Obszary chronione zajmują zaledwie 0,5% powierzchni kraju. Na północny stokach Gór Turkiestańskich utworzono Uzbecki Park Narodowy o powierzchni 32,3 tys. ha. Istnieje 10 rezerwatów przyrody, a największym jest rezerwat Czatkalski, będący ostoją niedźwiedzia i pantery śnieżnej. Zajmuje on powierzchnię 300 tys. ha.